# آرتی
شبکه خبری راشاتودی (به انگلیسی: Russia Today) به اختصار آر تی (به انگلیسی: RT) یک شبکه خبری ۲۴ ساعته روسی است که به زبان‌های انگلیسی ، اسپانیایی و عربی برنامه پخش می‌کند.
این شبکه خبری که از سوی کمپانی تی وی نووستی خبرگزاری نووستی روسیه در ۱۰ دسامبر ۲۰۰۵ تأسیس شد، در ایران از طریق ماهواره‌های BADR ۴، NILESAT ۱۰۳ و НОТ BIRD ۶ قابل دریافت است. هدف از راه اندازی این شبکه خبری بیان دیدگاه‌ها و مواضع روسی در مورد موضوعات جهانی اعلام شده‌است.